# Surville (Eure)
Surville is een gemeente in het Franse departement Eure (regio Normandië) en telt 735 inwoners (1999). De plaats maakt deel uit van het arrondissement Les Andelys.

## Geografie
De oppervlakte van Surville bedraagt 5,7 km², de bevolkingsdichtheid is 128,9 inwoners per km².
De onderstaande kaart toont de ligging van Surville (Eure) met de belangrijkste infrastructuur en aangrenzende gemeenten.

## Demografie
Onderstaande figuur toont het verloop van het inwonertal (bron: INSEE-tellingen).